# Dypsis ambilaensis
Dypsis ambilaensis – gatunek palmy z rzędu arekowców (Arecales). Występuje endemicznie na Madagaskarze, w prowincji Toamasina, gdzie znanych jest tylko 2-5 jego naturalnych stanowisk.
Rośnie w bioklimacie wilgotnym. Występuje na wysokości do 500 m n.p.m.